# 非自願單身
非自願單身（involuntary celibate，简稱），也称真被迫孤独（英語：true forced loneliness，TFL），或作非自發單身，是指現時社會基於經濟條件或其他非自願的原因而無法找到伴侶的人。這些人一般都是男性、异性恋者以及白人，女性的則稱為，而且可能未有過任何性經驗。他們在單身的同時，可能又想強烈追求異性。這樣的一群人後來成為了歐美社會中的一個次文化團體。2014年美国加州伊斯拉維斯塔发生22歲的Elliot Rodger驾车撞人并开枪连环杀人事件、2018年加拿大多倫多發生25歲的Alek Minassian開著廂型車衝撞路人的攻擊事件和普利茅斯槍擊案，被認為是這個次文化團體受到大眾矚目的事件之一。這在台灣也有評論人指出incel可說是「西方母豬教」。

## 參看
- 婚姻挤压
- 去死去死團
- 反出生主義
- 新自由主義
- 整體資本主義
- 拜金主義
- 女性主義
- 低出生率
- 母豬教
- 飛特族
- 屌丝、鲁蛇、宅男

## 外部連結
- Incels.is - Involuntary Celibate （页面存档备份，存于）